# Gajewo (Giżycko)
Gajewo est un village polonais de la voïvodie de Varmie-Mazurie, dans le powiat de Giżycko.